# Beychac-et-Caillau
Beychac-et-Caillau egy francia település Gironde megyében az Aquitania régióban. Lakosainak száma 2608 fő (2022. január 1.).

## Története
A gall-római időkből származó romok mutatják, hogy a falu már régen létezik.

## Adminisztráció
Polgármesterek:
- 2008–2020 Philippe Garrigue

## Demográfia
| Lakosok száma | 731  | 1468 | 1611 | 1903 | 2120 | 2161 | 2227 | 2489 | 2554 | 2608 |
|               | 1968 | 1982 | 1990 | 2006 | 2013 | 2015 | 2017 | 2019 | 2020 | 2022 |

## Látnivalók
- Cailleau-i templom
- Beychac-i templom